# Степановская (Верхопаденьгское сельское поселение)
Степановская — деревня в Шенкурском районе Архангельской области. Входит в состав муниципального образования «Верхопаденьгское».

## География
Деревня расположена в южной части Архангельской области, в таёжной зоне, в пределах северной части Русской равнины, в 62 километрах на юг от города Шенкурска, на правом берегу реки Паденьга, притока Ваги. Ближайшие населённые пункты: на востоке деревня Киселевская, на западе деревни Купуринская и Вяткинская, на севере, на противоположенном берегу реки, деревни Лосевская и Зенкинская.
Часовой пояс
Степановская, как и вся Архангельская область, находится в часовой зоне МСК (московское время). Смещение применяемого времени относительно UTC составляет +3:00.

## Население
| 2002 | 2010 | 2012 |
| ---- | ---- | ---- |
| 30   | ↘17  | ↘13  |

## История
В «Списке населенных мест Архангельской губернии к 1905 году» деревня Степановская(Антоново) насчитывает 27 дворов, 94 мужчины и 110 женщин.  В административном отношении деревня входила в состав Верхопаденгского сельского общества Верхопаденгской волости.
На 1 мая 1922 года в поселении 36 дворов, 70 мужчин и 100 женщин.